# Legally Blind
Legally Blind (en Hispanoamérica: Legalmente ciega) es una serie de televisión filipina transmitida por GMA Network desde el 20 de febrero hasta el 30 de junio de 2017. Está protagonizada por Janine Gutierrez, Mikael Daez, Lauren Young, Marc Abaya y Rodjun Cruz.

## Sinopsis
Grace está a punto de cumplir su sueño de ser abogada. En el día para celebrar los resultados de los resultados de su examen en un bar fue abusada sexualmente,  lo que la llevará a la ceguera. Producto de ese abuso ella queda embarazada sin embargo pierde al bebé.

## Elenco

### Elenco principal
- Janine Gutierrez como Grace Evangelista-Villareal.
- Mikael Daez como Edward Villareal.
- Lauren Young como Charie Evangelista.
- Marc Abaya como William Villareal.
- Rodjun Cruz como Joel Apostol.

### Elenco secundario
- Chanda Romero como Marissa Reyes-Evangelista.
- Therese Malvar como Nina Evangelista.
- Lucho Ayala como John Castillo.
- Ashley Rivera como Diana Perez.
- Camille Torres como Elizabeth Guevarra Anton Villareal.

### Elenco de invitados
- Ricky Davao como Manuel Evangelista.
- Denise Barbacena como Sabrina.
- Max Collins como Darlene Santos-Aguirre.
- Thea Tolentino como Maricar Nuevo.
- Paolo Gumabao como Chanston Aguirre.
- Rolly Innocencio como un abogado.
- Dexter Doria como Martha.
- Dex Quindoza como Morgan Campos.
- Rob Sy como Marcus.
- Rafael Siguion-Reyna como Henry.
- Madeleine Nicolas como Stella Villareal.
- Menggie Cobarrubias como Anton Villareal.